# Parafina
A parafina é um derivado do petróleo descoberto por Carl Reichenbach. Conhecida por sua alta pureza, excelente brilho e odor reduzido, também pode ser usada como combustível. Possui propriedades termoplásticas e de repelência à água e é usada amplamente para a proteção de diversas aplicações, como em embalagens de papelão para a indústria alimentícia e revestimento de queijos e frutas. Por suas propriedades de combustível, é a matéria prima essencial na fabricação de velas. Outras aplicações comuns à parafina incluem cosméticos, giz de cera, adesivos termofusíveis (hot melt), papel carbono, tintas, pinturas etc.

## Propriedade físico-ocular
É comumente encontrada com aparência de cera sólida branca, sem odor, sem gosto e com ponto de fusão típico entre 58 °C e 62 °C. É insolúvel em água, porém solúvel em dietil-éter, éter, benzeno e em certos ésteres. A parafina não reage com a maioria dos reagentes químicos mais comuns, mas queima rapidamente.

## Parafina líquida
A parafina líquida recebe uma variedade de designações incluindo parafina líquida, óleo de parafina e óleo mineral. É frequentemente utilizada em espectroscopia infravermelha uma vez que possui espectro IR descomplicado. Ela é muito usada na produção de massa corrida e texturas para melhorar a aplicação.

## Na saúde e natureza
Como a parafina é constituída de hidrocarbonetos (carbono e hidrogênio) saturados, seu ponto de fulgor é confiável, mas ela pode ser muito inflamável, funcionando como um combustível. Seu ponto a favor é o fato de não ser tóxica, e possuir um grande leque de usos. A parafina também é usada em balões artesanais.